# 聖彼得 (印第安納州)
聖彼得（英語：Saint Peter）是位於美國印地安納州富蘭克林縣的一個非建制地區。該地的面積和人口皆未知。